# Aleja Vaclava Havla w Gdańsku
Aleja Vaclava Havla – aleja w Gdańsku, przebiegająca przez osiedla Orunia Górna, Ujeścisko i Chełm.
Oddana do użytku 23 grudnia 2011 r. roboczo nazywała się Nowa Łódzka, obecnie nosi imię zmarłego czeskiego pisarza dramaturga oraz ostatniego prezydenta Czechosłowacji i pierwszego prezydenta Czech Václava Havla. Gdańsk jako pierwszy na świecie uhonorował Havla, nadając jego imię nazwę nowej alei łączącej Orunię Górną i Ujeścisko z Trasą W-Z.
Wzdłuż alei biegnie linia tramwajowa, po wschodniej stronie jezdni, od pętli Chełm Witosa w dzielnicy Chełm do pętli Łostowice Świętokrzyska znajdującej się na Oruni Górnej.

## Charakterystyka
Aleja swój bieg rozpoczyna na węźle Świętokrzyska, który mieści się w miejscu dawnego skrzyżowania ul. Świętokrzyskiej i Łódzkiej, następnie idzie wzdłuż ul. Łódzkiej mijając po drodze skrzyżowanie ulic Płockiej i Wilanowskiej, następnie odchodzi od ul. Łódzkiej w kierunku północnym mijając skrzyżowanie z Nową Warszawską, która w przyszłości zostanie wydłużona do Szadółek (wraz z linią tramwajową do Szadółki-Jabłoniowa), doprowadzając do ostatniego skrzyżowania nowej alei z ulicami: Warszawską, Wilanowską i Łostowicką.
Aleja Vaclava Havla razem z ulicami: Łostowicka, Nowolipie, Franciszka Rakoczego i Potokowa tworzą dwupasmowy ciąg uliczny, który łączy ze sobą dzielnice: Orunia, Orunia Górna, Zakoniczyn, Łostowice, Ujeścisko, Chełm, Wzgórze Mickiewicza, Siedlce, Zabornia, Piecki-Migowo, Brętowo, Matemblewo, Niedźwiednik i Wrzeszcz Górny.